# 意大利百科全书
《意大利科学、文学与艺术百科全书》（Enciclopedia Italiana di scienze, lettere ed arti，简称《意大利百科全书》）是意大利罗马的意大利百科全书出版公司在1929-1939年间出版的百科全书，共36卷。以人文学科和插图精美著称。其主编为意大利哲学家秦梯利。因书中的“法西斯主义”条目为墨索里尼编写而被人诟病，认为有法西斯主义倾向。